# 小行星8484
小行星8484（英語：8484）是一颗围绕太阳公转的小行星。1988年11月10日，M. Arai、H. Mori在寄居町发现了此天体。
这颗小行星的绝对星等为354.20454等。